# 溫頓郡政府
溫頓郡（英語：Shire of Winton）是澳大利亞昆士蘭州西南部的地方政府，轄境有53934.9平方公里，郡內名產為牛肉和蛋白石；其他天然資源，如石油和天然氣尚於低開發階段。